# جورج كاو
جورج كاو (بالإنجليزية: George Kao)‏ هو صحفي أمريكي، ولد في 29 مايو 1912 في آن آربر في الولايات المتحدة، وتوفي في 1 مارس 2008 في وينتر بارك، فلوريدا في الولايات المتحدة.